# Uta cendrós
L'uta cendrós (Pseudochirulus cinereus) és una espècie de pseudoquírid que viu al nord-est de Queensland (Austràlia). Durant molt de temps es cregué que era la mateixa espècie que l'uta del riu Herbert (P. herbertensis), però recentment foren separats. Les dues espècies tenen una aparença bastant diferent.